# Монтерони-д’Арбия
Монтерони-д’Арбия (итал. Monteroni d'Arbia) — коммуна в Италии, располагается в регионе Тоскана, в провинции Сиена.
Население составляет 7161 человек (2008 г.), плотность населения составляет 68 чел./км². Занимает площадь 105 км². Почтовый индекс — 53014. Телефонный код — 0577.
Покровителями коммуны почитаются святые Иуст и Донат, празднование 25 февраля .

## Демография
Динамика населения:

## Администрация коммуны
- Официальный сайт: http://www.comune.monteronidarbia.si.it/